# Heterospilus cushmani
Heterospilus cushmani – gatunek błonkówki z rodziny męczelkowatych i podrodziny Doryctinae.
Ciało długości 3,5 mm. Głowa ciemnobrązowa z rozjaśnieniami wokół oczy i na dole skroni; o ciemieniu i czole pokrytym poprzecznymi żeberkami, a twarzy  wyraźnie popękanej. Żółta barwa czułek przechodzi ku wierzchołkowi w brąz. Ubarwienie tułowia ciemnobrązowe, a metasomy ciemnobrązowe z jaśniejszym wierzchem od wierzchołka trzeciego tergum. Mesopleuron gładki. Skrzydła z brązowymi żyłkami i pterostygmą. Odnóża żółte. Pierwsze tergum metasomy u wierzchołka niewęższe niż dłuższe. Pokładełko dłuższe niż metasoma.
Gatunek znany wyłącznie z Kostaryki.